# Ylva Sofia Stenberg
Ylva Sofia Stenberg, född 4 juni 1990 i Arvika, är en svensk opera- och konsertsångerska (sopran). Hon fick Jenny Lind-stipendiet år 2017 och är (2020) fast anställd vid Weimaroperan i Tyskland. 

## Utbildning
Efter studentexamen från det estetiska programmet med inriktning musik på Solbergagymnasiet i Arvika, studerade Stenberg vidare på Musikhögskolan Ingesund för Anders Hörngren och Vadstena folkhögskola för Monica Thomasson. 2012 flyttade hon till Hannover i Tyskland för studier på högskolan för musik, teater och media. Där studerade hon för Prof. dr. Peter Anton Ling och examinerades med utmärkt betyg år 2016. 

## Karriär
Stenberg arbetade redan under sin studietid som konsertsångerska och sjöng viktiga verk ur konsertrepertoaren, såsom Mozarts requiem, Johannespassionen av Johann Sebastian Bach och Ein deutsches Requiem av Johannes Brahms. Hon anställdes vid Hannoveroperans operastudio direkt efter sin examen och debuterade där som bland annat Barbarina i Figaros bröllop, Giannetta i Kärleksdrycken och Papagena i Trollflöjten. Tiden i Hannover gjorde henne även förtrogen med nutida musik och hon arbetade med kompositörer som Aribert Reimann och Detlev Glanert.
2019 debuterade hon med sopransolot i Carl Orff's Carmina Burana tillsammans med Göteborgs symfoniker under ledning av deras chefsdirigent Santtu-Matias Rouvali. Samma år framträdde hon även med Danish symphony orchestra under ledning av Barbara Hannigan och sjöng titelrollen i Georg Friedrich Händels Acis och Galatea i en kritikerrosad föreställning på Confidencen i Stockholm inom ramen för festivalen Confidencen Opera and music festival (Konstnärlig ledare: Olof Boman). Föreställningen spelades in av Sveriges Radio och Sveriges television. 
Sedan säsongen 2019/2020 är Stenberg anställd vid Deutsches Nationaltheater und Staatskapelle Weimar. Där debuterade hon under säsongen som bland annat Olympia i Hoffmanns äventyr och Zerbinetta i Ariadne på Naxos
Sedan 2017 är hon medlem i mentorsprogrammet Equiblibrium young artists grundat av Barbara Hannigan.

## Priser och utmärkelser
- 2017 – Jenny Lind-stipendiet[2]
- 2018 – 3:e pris ARD music competition[3]
- 2018 – 1:a pris Bundeswettbewerb Gesang Berlin[4]